# 波列扎耶夫站
波列扎耶夫站（羅馬化：Polezhayevskaya）是莫斯科地鐵塔甘卡－紅普列斯尼亞線的一個車站，開通於1972年12月30日。車站名稱取自於瓦西里·波列扎耶夫，他是1940年代至1950年代莫斯科地鐵的領導者。